# Poggio Sannita
Poggio Sannita község (comune) Olaszország Molise régiójában, Isernia megyében.

## Fekvése
A megye északkeleti részén, a Verrino és Sente folyók között fekszik egy 705 m magas dombon fekszik. Határai: Agnone, Castelverrino, Civitanova del Sannio, Pietrabbondante, Salcito és Schiavi di Abruzzo.

## Története
A település 1920-ig Caccavone néven volt ismert. Területét már az ókorban lakták, első írásos említése azonban a 9. századból származik, amikor a szaracén támadások elől menekülő tengerparti lakosok telepedtek meg területén. Ebben az időszakban épült fel vára is (Castello).  A középkor során nápolyi nemesi családok birtokolták. A 19. században nyerte el önállóságát, amikor a Nápolyi Királyságban felszámolták a feudalizmust. 1920-ban változtatták meg nevét Poggio Sannitára.

## Népessége
A népesség számának alakulása:

## Főbb látnivalói
- Palazzo Ducale – a 15. században épült, majd a 18. században átépítették mai formájára. A caccavonei grófok rezidenciája volt
- Santa Vittoria-templom
- San Rocco-templom
- Santa Lucia-templom
- Madonna delle Grazie-templom
- Piazza XVII Aprile – a település központi tere a két világháború áldozatainak emlékművével